# Peng Wan-Ts
Peng Wan-Ts (* 1939 in Sichuan, Republik China) ist ein chinesischer Zeichner und Grafiker, der in Paris lebt.

## Leben und Werk
Nach einem Studium an der Nationaluniversität Taiwan reiste Peng Wan-Ts, nachdem er 1963 an der Biennale von São Paulo teilgenommen hatte, 1965 nach Paris, wo er sich später niederließ. Er nahm 1961, 1969 und 1971 an der Biennale von Paris teil. Er bereiste mehrere andere europäische Länder. 1974 reiste er nach Nordamerika.
Themen seiner Werke sind Gesundheit, Krankheit und Operationen.
Seine Arbeiten wurden unter anderem gezeigt in Paris, auf der documenta 6 in Deutschland, in Belgien, der Schweiz, Finnland, Norwegen, Australien, Brasilien, Taiwan, Hongkong und China.